# Serra Falconera
La serra Falconera és un xicotet massís ubicat a l'entorn de la ciutat de Gandia, a la Safor. Té una orientació paral·lela a la línia de costa (Nord-Sud), i unes dimensions de 6 km de longitud i 2,5 km d'amplària. El seu cim és el Molló de la Creu, amb l'Alt de Falconet a 456 metres sobre el nivell del mar; altres cims destacables són l'Alt del Badall (389 m.), la Penya del Migdia (367 m) i el Tossal de les Bótes (229 m). És una serra exempta, que sobresurt entre el pla de Gandia (a l'est) i el pla de la Marxuquera (a l'oest), delimitat per les lleres del barranc de Beniopa i del riu Vernissa.
La serra Falconera es reparteix entre els termes municipals de Gandia, Benirredrà, el Real de Gandia i Palma de Gandia. Hi ha algunes urbanitzacions modernes al seu voltant. Aquesta situació periurbana al voltant de l'àrea metropolitana de la capital saforenca possibiliten que siga un entorn d'esbarjo i d'esport concorregut per a muntanyers, escaladors, senderistes i corredors de muntanya.

## Vegetació
Típica arbustiva mediterrània: llentiscle, margallons, romer, etc.

## Història
Cavanilles la cita en les seues Observaciones, tot informant que és coneguda tant pel topònim actual com per Creu del Mestre Pere.
A la seua falda occidental es va construir el morabit de la Marxuquera, datada d'al voltant del segle XVII al qual s'adjudica l'ús d'ermitori d'influència islàmica o de nevera.